# Pseudachorutella
Genre
Pseudachorutella est un genre de collemboles de la famille des Neanuridae.

## Liste des espèces
Selon Checklist of the Collembola of the World (version du 2 novembre 2019) :
- Pseudachorutella africana Weiner & Najt, 1991
- Pseudachorutella asigillata (Börner, 1901)
- Pseudachorutella balcanica Cassagnau & Peja, 1979
- Pseudachorutella bescidica Smolis & Skarzynski, 2007
- Pseudachorutella boudinoti Najt & Weiner, 1997
- Pseudachorutella castrii (Rapoport & Rubio, 1963)
- Pseudachorutella clavata (Börner, 1901)
- Pseudachorutella gigas (Rapoport & Rubio, 1963)
- Pseudachorutella maxima Najt, Thibaud & Weiner, 1990
- Pseudachorutella remyi (Denis, 1933)
- Pseudachorutella stachi Massoud, 1965

## Publication originale
- Stach, 1949 : The Apterygotan Fauna of Poland in Relation to the World-Fauna of this group of Insects. Families: Neogastruridae and Brachystomellidae. Polska Akademia Umiej tno ci, Acta monographica Musei Historiae Naturalis, Kraków, p. 1-341.